# Cronologia das descobertas científicas
A linha do tempo a seguir mostra a data de publicação das principais teorias e descobertas científicas, assim como quem fez a descoberta. Em muitos casos, a descoberta se decorreu por vários anos.

## Antes de Cristo
- Século III a.C. - Eratóstenes: cálculo do tamanho da Terra e sua distância em relação ao Sol e à Lua
- Década de 150 a.C. – Seleuco de Selêucia: descoberta que a maré é causada pela Lua.

## Século II
- Década de 150 Ptolomeu produz o modelo geocêntrico do Sistema Solar

## Século VIII
- Jābir ibn Hayyān (Geber): começo da química e do método experimental; descoberta dos ácidos clorídrico, sulfúrico, nítrico e etanoico; descoberta do carbonato de sódio, potasa e álcool puro (etanol); descoberta que a água régia, uma mistura de ácido nítrico e hidroclorídrico, podia dissolver metais como o ouro; descoberta da liquefação, purificação por cristalização, purificação, oxidação, evaporação, filtração e sublimação.

## Século IX
- Alquindi (Alquindo):  refutação da teoria da transmutação dos metais; conceito do relatividade

## Século X
- Muhammad ibn Zakarīya Rāzi (Rhazes): refutação dos elementos clássicos de Aristóteles e do humorismo Galenico; descoberta do Sarampo e Varíola, e querosene e petróleo destilado
- Ibn Sahl: Lei de Snell-Descartes sobre refração

## Século XI
- 1021 – Book of Optics de Ibn al-Haytham
- Década de 1020 – O Cânone da Medicina de Avicenna
- 1054 – Vários astrônomos: observação de uma supernova (designação moderna SN 1054), posteriormente correlacionada com a Nebulosa do Caranguejo.
- Abū Rayhān al-Bīrūnī: início da astronomia e mecânica islâmica.

## Século XII
- 1121 – Al-Khazini: variação da gravidade e da energia potencial gravitacional com a distância; redução da densidade do ar com a altitude
- Ibn Bajjah (Avempace): descoberta da reação (precursor da Terceira lei de Newton)
- Hibat Allah Abu'l-Barakat al-Baghdaadi (Nathanel): relação entre força e aceleração (precursor da lei fundamental da mecânica clássica e da Segunda lei de Newton)
- Averroes: relação entre força, trabalho e energia cinética

## Século XIII
- 1220–1235 – Robert Grosseteste: rudimentos do método científico (ver também: Roger Bacon)
- 1242 – Ibn al-Nafis: circulação pulmonar e sistema circulatório
- Theodoric of Freiberg: explicação correta do fenômeno do arco-íris
- William de Saint-Cloud: uso pioneiro da câmera escura para ver um eclipse solar[1]

## Século XIV
- Oxford Calculators: the Teorema da velocidade média
- Jean Buridan: Teoria do ímpeto
- Nicole Oresme: descoberta da curvatura da luz através da refração atmosférica[2]

## Século XV
- 1494 – Luca Pacioli: primeira decodificação do Método das partidas dobradas, que se desenvolveu lentamente nos séculos anteriores[3]

## Século XVI
- 1543 – Copérnico: Modelo heliocêntrico
- 1543 – Vesalius: pioneiro na pesquisa da anatomia humana
- 1552 – Michael Servetus: pesquisa inicial na Europa sobre a circulação pulmonar
- Década de 1570 – Tycho Brahe: observações astronômicas detalhadas
- 1600 – William Gilbert: Campo magnético terrestre

## Século XVII
- 1609 – Johannes Kepler: as duas primeiras leis do movimento planetário
- 1610 – Galileo Galilei: Sidereus Nuncius: observações telescópicas
- 1614 – John Napier: uso de logaritmo para cálculo[4]
- 1628 – William Harvey: sistema circulatório
- 1643 – Evangelista Torricelli inventa o barômetro de mercúrio
- 1662 – Robert Boyle: Lei de Boyle-Mariotte do gás ideal[5]
- 1665 – Philosophical Transactions of the Royal Society: publicação do primeiro jornal científico com peer review
- 1668 – Francesco Redi: refutação da ideia de geração espontânea
- 1669 – Nicholas Steno: propõe que os fósseis são restos orgânicos depositados em camadas de sedimentos, base da estratigrafia
- 1669 – Jan Swammerdam: Species breed true
- 1675 – Leibniz, Newton: Cálculo infinitesimal
- 1675 – Anton van Leeuwenhoek: observou micro-organismos através de um microscópio
- 1676 – Ole Rømer: primeira medição da velocidade da luz
- 1687 – Newton: leis do movimento, Lei da gravitação universal, e bases para a física clássica

## Século XVIII
- 1745 – Ewald Georg von Kleist cria o primeiro capacitor, a garrafa de Leiden
- 1750 – Joseph Black: descreve o calor latente

## Século XIX
- 1800 – Alessandro Volta: descoberta das séries eletroquímicas e invenção da bateria
- 1802 – Jean-Baptiste Lamarck: evolução teleológica
- 1805 – John Dalton: Teoria atômica (Química)

## Século XX
- 1900 - Sigmund Freud: Psicanálise
- 1905 – Albert Einstein: teoria da relatividade restrita, explicação do movimento browniano, e de efeito fotoelétrico
- 1906 – Walther Nernst: Terceira lei da termodinâmica
- 1909 – Fritz Haber: Processo de Haber
- 1912 – Alfred Wegener: Deriva continental
- 1912 – Max von Laue :  Difração de raios X
- 1913 – Henry Moseley: definição do número atômico
- 1913 – Niels Bohr: Modelo atômico de Bohr
- 1915 – Albert Einstein: teoria da relatividade geral – também David Hilbert
- 1915 – Karl Schwarzschild: descoberta do Schwarzschild radius levando a identificação dos buracos negros
- 1918 – Emmy Noether: Teorema de Noether – condições nas quais as leis da conservação são válidas
- 1920 – Arthur Eddington: Nucleossíntese estelar
- 1924 – Wolfgang Pauli: Princípio de exclusão de Pauli
- 1924 – Edwin Hubble: descoberta de que a Via Láctea é apenas uma das muitas galáxias
- 1925 – Erwin Schrödinger: Equação de Schrödinger (mecânica quântica)
- 1927 – Werner Heisenberg: Princípio da incerteza de Heisenberg (mecânica quântica)
- 1927 – Georges Lemaître: Teoria do Big Bang
- 1928 – Paul Dirac: Equação de Dirac (mecânica quântica)
- 1929 – Edwin Hubble: Lei de Hubble-Humason da expansão do universo
- 1929 – Lars Onsager's reciprocal relations, uma potencial quarta lei da termodinâmica
- 1934 – Clive McCay: Calorie Restriction extends the maximum lifespan of another species Calorie restriction#Research history
- 1943 – Oswald Avery prova que o DNA é o material genético do cromossomo
- 1947 – William Shockley, John Bardeen e Walter Brattain inventam o primeiro transistor
- 1948 – Claude Shannon: 'A mathematical theory of communication' a seminal paper in Teoria da informação.
- 1948 – Richard Feynman, Julian Schwinger, Sin-Itiro Tomonaga e Freeman Dyson: Eletrodinâmica quântica
- 1951 – George Otto Gey propagates first cancer cell line, HeLa
- 1952 – Jonas Salk: desenvolvimento e teste da primeira vacina para a poliomielite
- 1953 – Crick and Watson: estrutura helicoidal do DNA, base para a Biologia molecular

## Século XXI
- 2001 – O primeiro rascunho do genoma humano é completado.
- 2010 – J. Craig Venter Institute cria a primeira célula bacterial sintética

skin cells to behave just like embryonic stem cells.-->
- 2013 – LHC - Large Hadron Collider em meados de julho, a particula Bóson de Higgs foi detectada garantindo Peter Higgs o Prêmio Nobel de Física de 2013.
- 2014 – BICEP2 - Background Imaging of Cosmic Extragalactic Polarization Detecção de ondas gravitacionais primordiais através da observação em um padrão de interferência chamado "modos-B". Inflação cosmica é comprovada.
- 2019 - é registrada a primeira imagem de um buraco negro através de interferometria